# Fraumünster

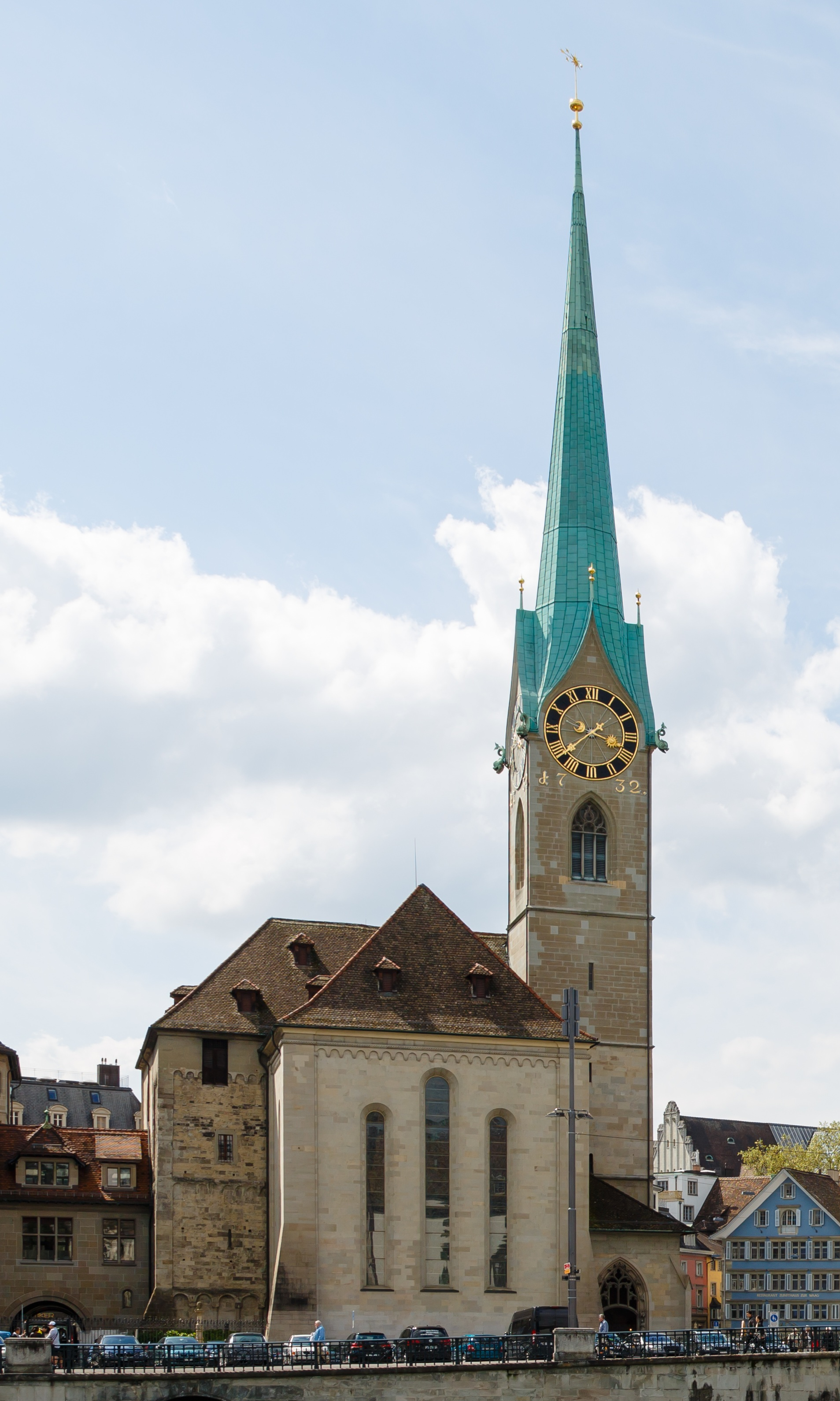
Fraumünster in Zürich

Das Fraumünster in Zürich (Kanton Zürich, Schweiz) ist eine der vier reformierten Altstadtkirchen und eines der Wahrzeichen der Stadt. Das ehemalige Kloster Fraumünster war ein Benediktinerinnenstift im Rang einer Fürstabtei.

## Gründungslegende

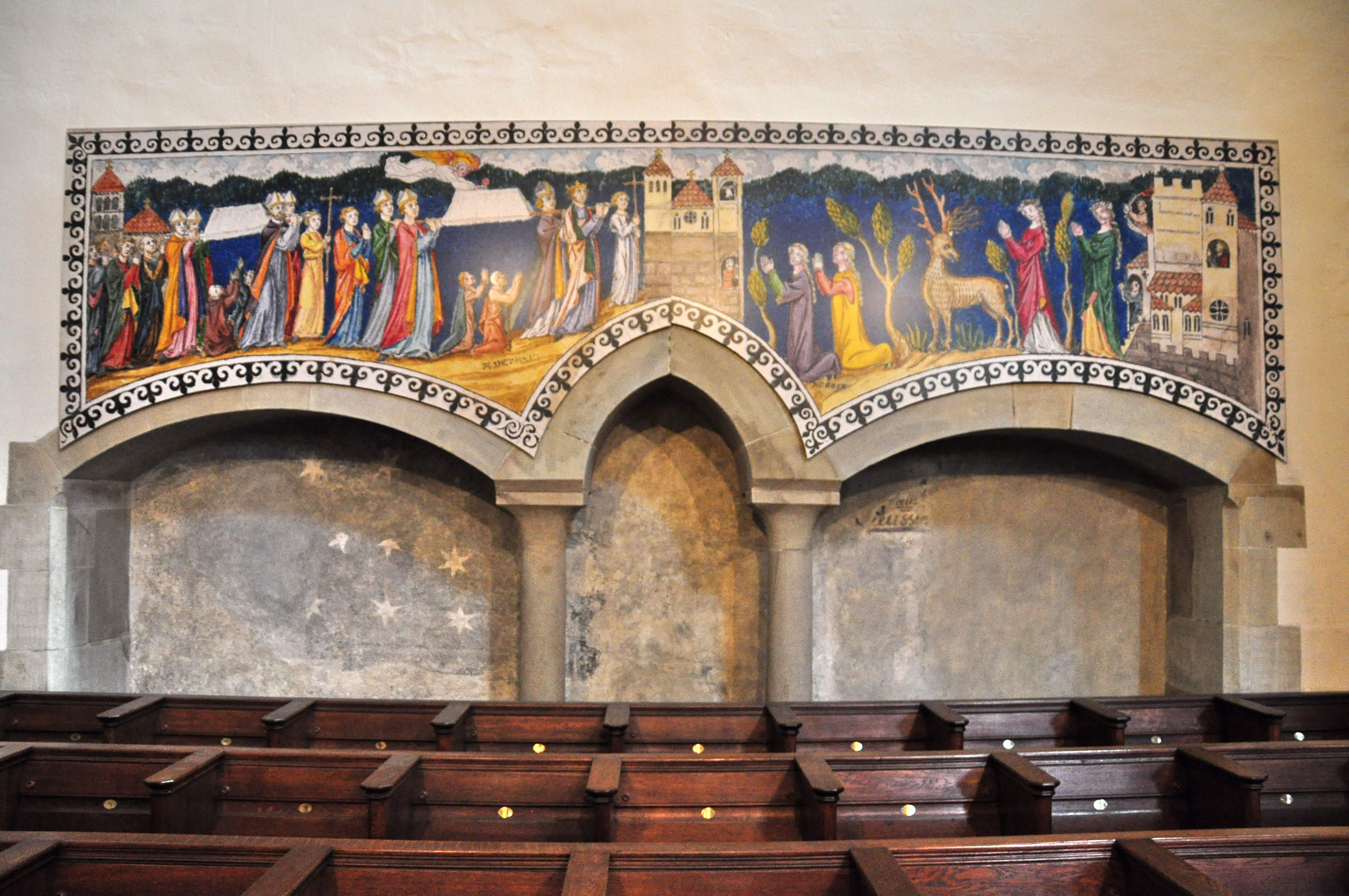
Gründungslegende

Nach der überlieferten Gründungslegende seien die zwei Töchter des ostfränkischen Königs Ludwig des Deutschen, Hildegard und Bertha, auf die Burg Baldern auf dem Albis gezogen, um in der Abgeschiedenheit ihr Leben Gott zu widmen. Oft seien sie ins nahe Zürich gewandert, um dort in einer Kapelle zu beten. Gott habe den frommen Schwestern dabei jeweils einen Hirsch mit auf den Weg gegeben, dessen Geweih hell leuchtete und ihnen dadurch den Weg durch den dunklen Wald wies. Der Hirsch habe ihnen eine Stelle bei der Limmat gezeigt, wo sie eine Kirche errichten sollten. König Ludwig habe darauf an dem bezeichneten Ort die Fraumünsterabtei gestiftet, der zuerst Hildegard, nach deren Tod ihre Schwester Bertha vorstand.
Die Gründungslegende wurde von Paul Bodmer für die Ausmalung des Fraumünsterkreuzgangs 1924–34 aufgegriffen. Ein Fresko der Gründungslegende aus der Zeit der Äbtissin Elisabeth von Wetzikon (1270–1298) wurde in der Reformation übertüncht, in der Mitte des 19. Jahrhunderts wiederentdeckt und von Franz Hegi abgezeichnet – danach wurde es wiederum übertüncht und damit unwiederbringlich zerstört. Bei den Renovationsarbeiten in den 2000er Jahren wurde diese kolorierte Bildtafel an die Stelle gesetzt, an der das ursprüngliche Fresko zu finden war (Grabnische der Äbtissinnen). Die Gesellschaft zu Fraumünster, die 1988 gegründet wurde, bezog die Legende in ihr Wappen ein, das einen weissen Hirsch auf blauem Grund mit drei gelben Lichtern im Geweih aufweist.

## Geschichte

### Name
Seit dem 9. Jahrhundert wurde das Kloster lateinisch als Monasterium Thuricense resp. «Abtei zu Felix und Regula» bezeichnet. Das deutsche «Münster» erscheint erstmals 1267, «Fraumünster» im ältesten Jahrbuch der Stadt Zürich in der ersten Hälfte des 14. Jahrhunderts. Unter der Bezeichnung «Gotshus von Zürich» wird das Kloster im Richtebrief, dem ältesten schriftlichen Stadtrecht von Zürich, erwähnt. Vom 14. Jahrhundert bis 1524 wird die Bezeichnung Gotzhus zu Frowenmünster gebräuchlich.

### Gründung

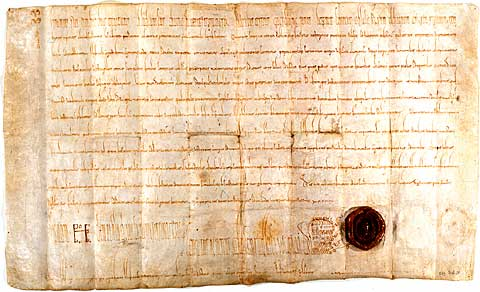
Gründungsurkunde der Fraumünsterabtei im Staatsarchiv des Kantons Zürich

Das Kloster Fraumünster wurde am 21. Juli 853 von Ludwig dem Deutschen, einem Enkel Karls des Grossen, gegründet, indem er ein bereits bestehendes kleines Kloster an seine älteste Tochter Hildegard überschrieb. Die Schenkung war verbunden mit beträchtlichem Landbesitz im Urnerland, dem Hof Cham, dem Albiswald, dem Sihlwald, Landbesitz in Horgen, Langnau und dem Reppischtal. Zudem erhielt das Kloster eine eigene Gerichtsbarkeit, d. h., es wurde von der gräflichen Gewalt ausgenommen, und den Königshof in Zürich. Nach dem Aussterben der Karolinger wurde ein Reichsvogt zum Schutz des Stiftes und seiner Rechte bestellt. Die Gründungsurkunde, die in der königlichen Kanzlei in Regensburg ausgestellt wurde, ist die älteste schriftliche Urkunde im Staatsarchiv des Kantons Zürich.
Während der gesamten Lebensdauer des Klosters wurden vor allem Frauen aus dem Hochadel gegen Zahlung einer Mitgift ins Kloster aufgenommen, die zwar nach der benediktinischen Ordensregel lebten, aber das Recht hatten auszutreten und zu heiraten. Das Adelsprivileg, dass nur Frauen de Comitum genere procreatae in das Fraumünsterkloster aufgenommen werden dürfen, bestand offenbar lange nur informell, da es erst in einer Bulle von Papst Innozenz VII. vom 6. Februar 1406 aus Viterbo urkundlich festgehalten wurde.

### Blütezeit

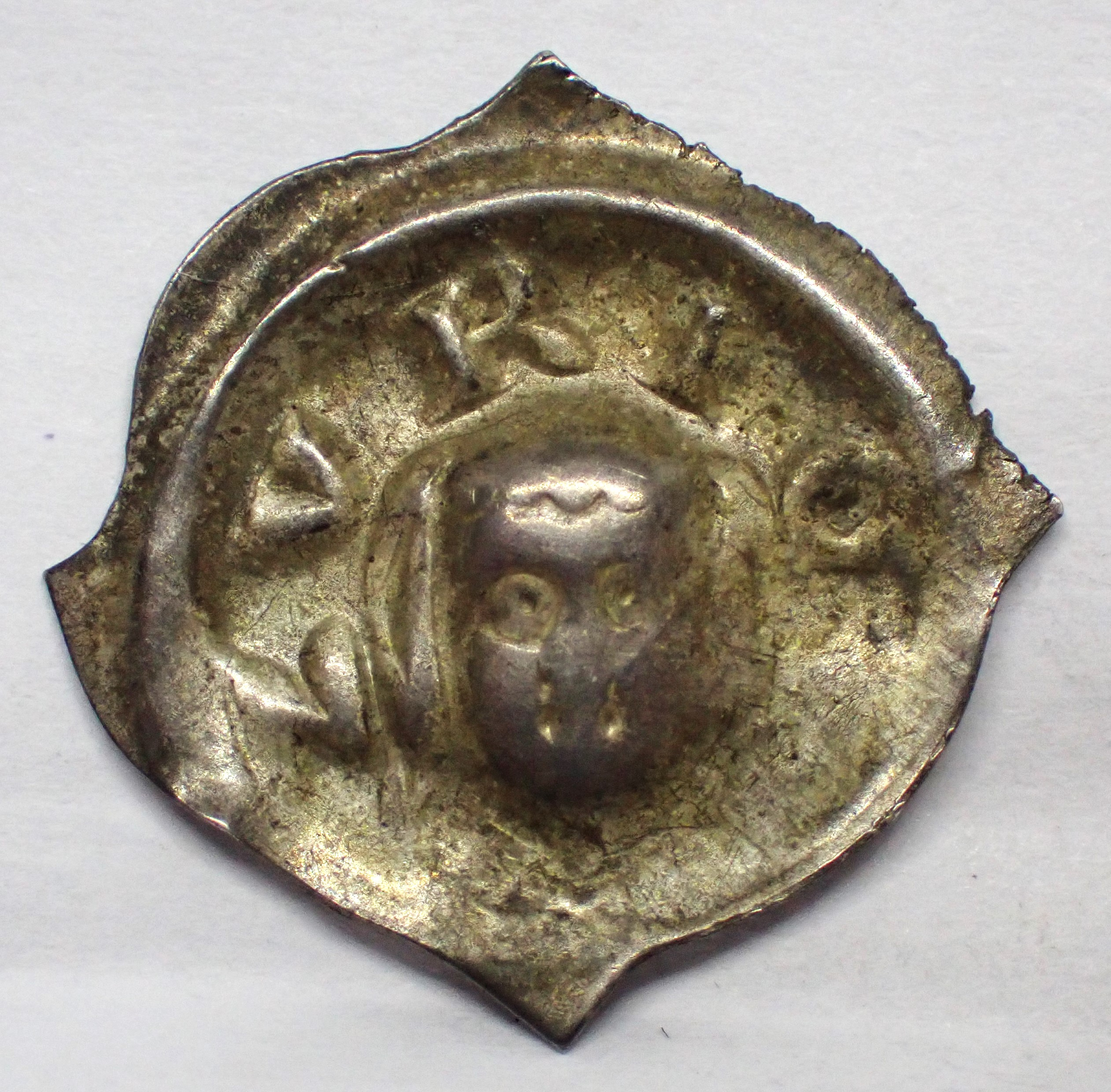
Vierzipfeliger Pfennig der Frauenabtei Zürich, 14. Jahrhundert, Äbtissinkopf darüber ZVRICH, HMZ 1-627

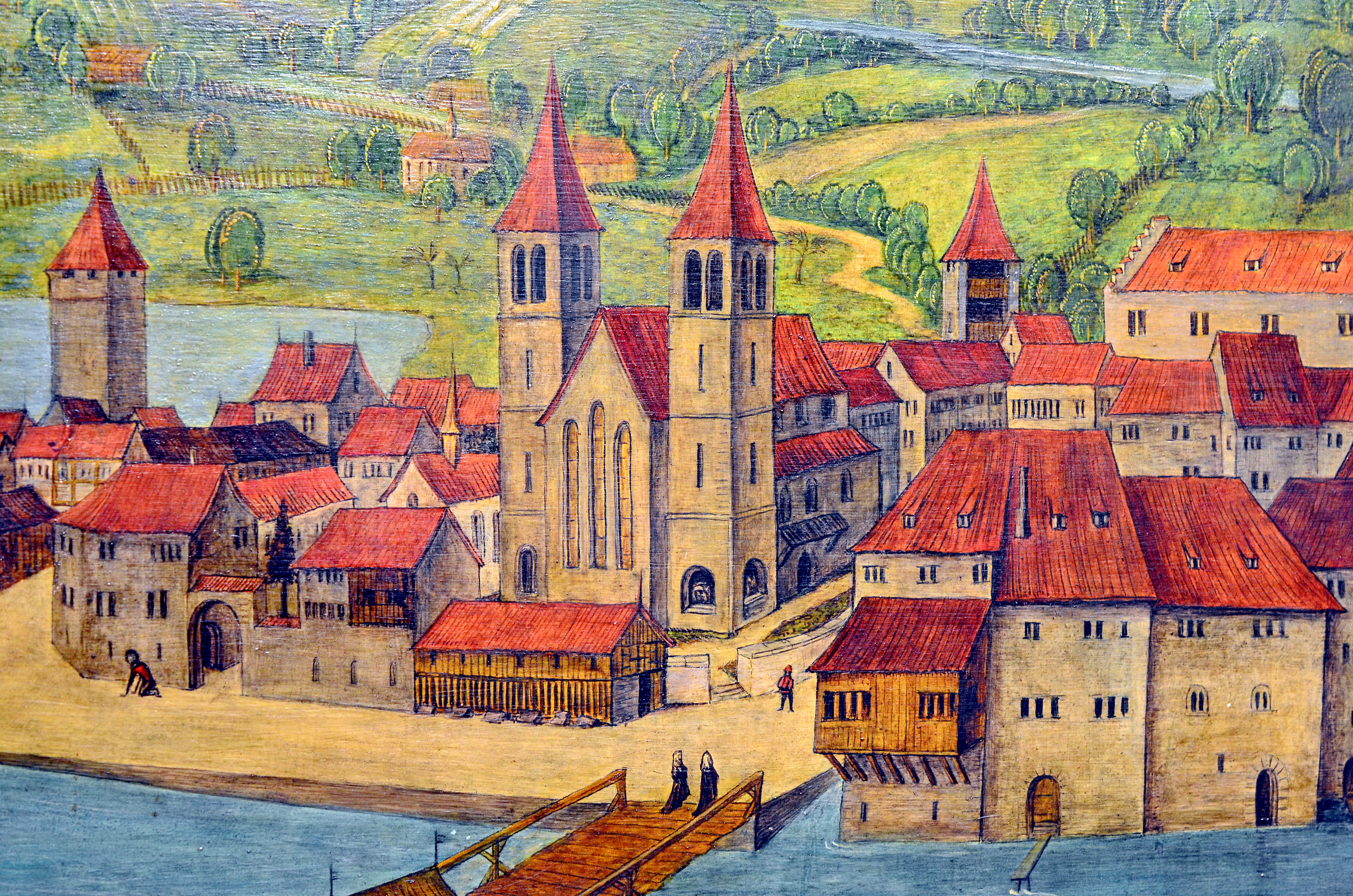
Kratzquartier, Fraumünster und Münsterhof auf den Altarbildern von Hans Leu dem Älteren

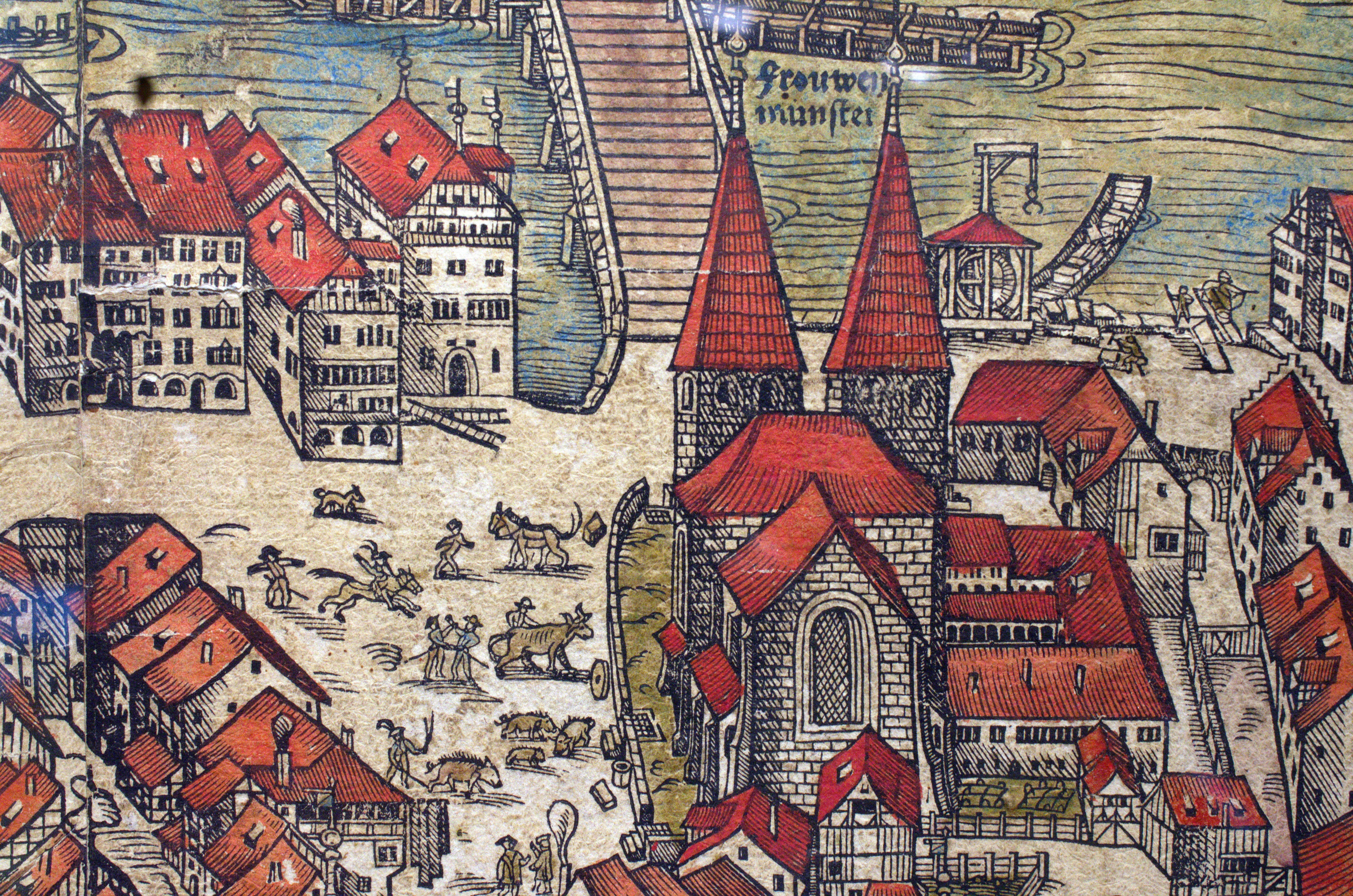
Die Fraumünsterabtei und der Markt auf dem Münsterhof, Murerplan von 1576

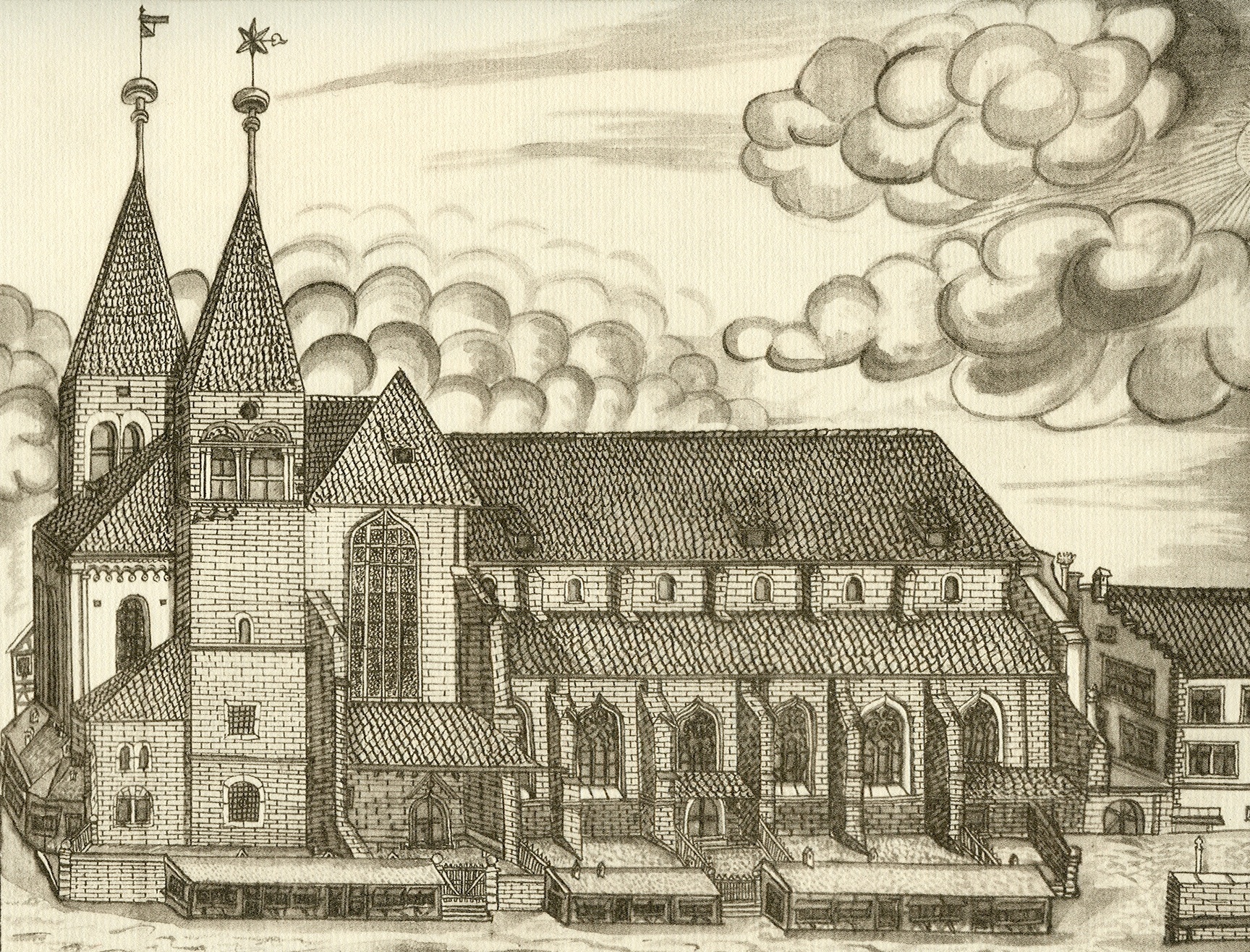
Fraumünster um 1700, Darstellung von Gerold Escher

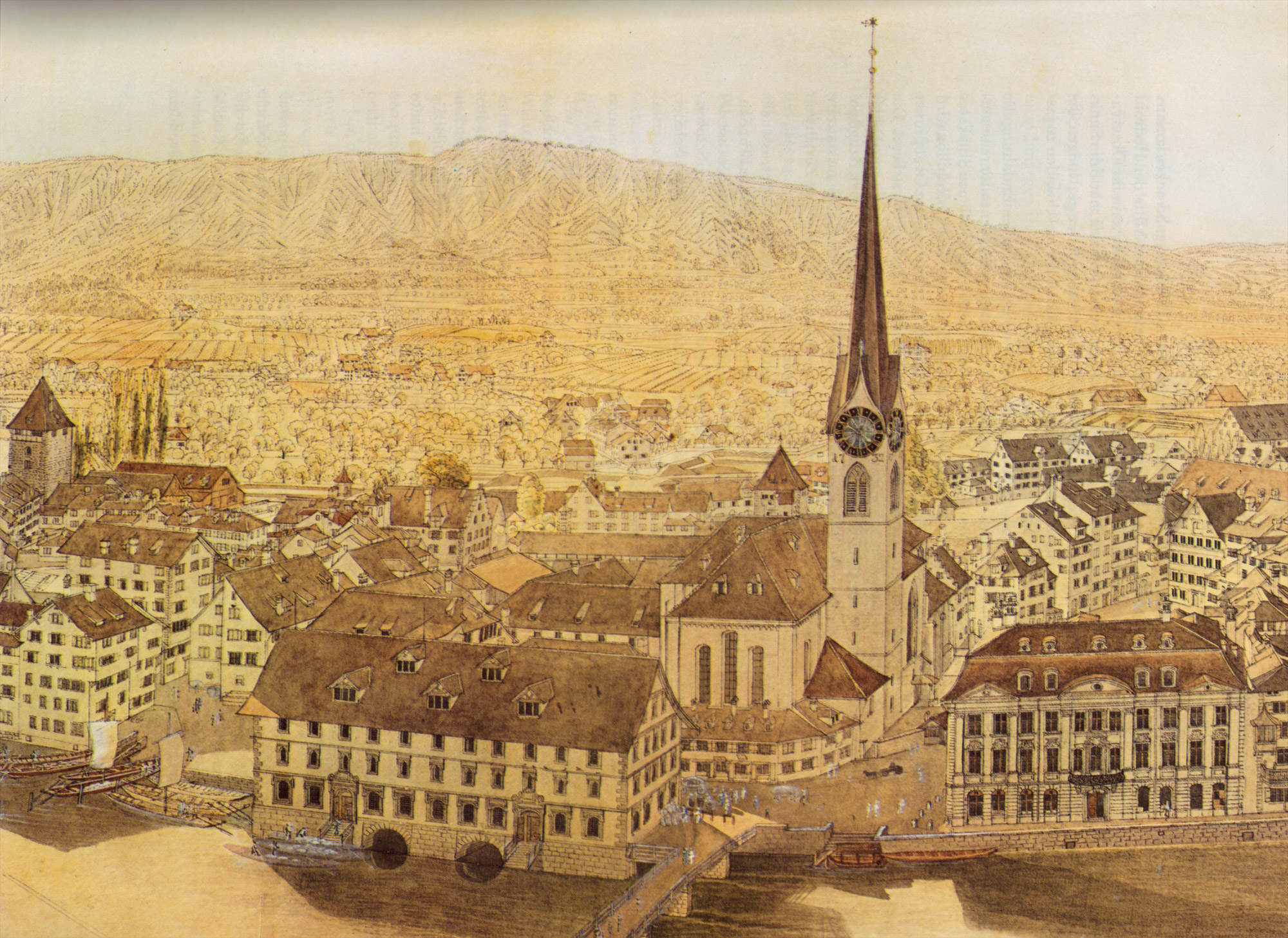
Blick vom Grossmünsterturm auf das Fraumünster mit den alten Abteigebäuden um 1757: Situation vor den grossen Umgestaltungen des 19. Jahrhunderts auf einem Aquarell von Franz Schmid, 1830

Die Reichsvogtei über das Fraumünster lag nach 1097 bei den Herzögen von Zähringen, ging dann um 1153 an die Grafen von Lenzburg, um nach deren Aussterben 1173 an die Herzöge von Zähringen zurückzufallen. Die Äbtissin erhielt von Kaiser Heinrich III. das Zoll-, Markt- und Münzrecht und wurde somit die eigentliche Stadtherrin von Zürich. Die salischen Könige weilten wiederholt in Zürich und besuchten dabei auch das Fraumünster. An Weihnachten 1055 feierte König Heinrich IV. in der Fraumünsterkirche seine Verlobung mit Bertha von Savoyen. Im 13. Jahrhundert erreichte das Kloster den Höhepunkt seiner Macht und Bedeutung: 1218 übernahm der spätere Kaiser Friedrich II. die Reichsvogtei über das Fraumünster wieder selber, das Fraumünster wurde reichsunmittelbar. Anstelle eines mächtigen Adelsgeschlechts wie dasjenige der Zähringer übernahmen nun Bürger von Zürich das Amt des Reichsvogtes jeweils für zwei Jahre, was der Abtei bedeutend mehr Spielraum liess. König Heinrich (VII.), Statthalter von Kaiser Friedrich II., erhob schliesslich Äbtissin Judenta von Hagenbuch vor 1234 in den Reichsfürstenstand. Als Fürstäbtissinnen nahmen die Klostervorsteherinnen beträchtlichen politischen Einfluss auf die Stadt und die Umgebung Zürichs. Wenig später erkämpfte sich die Stadt Zürich während des Interregnums 1262 jedoch Autonomie gegenüber dem Kloster. Eine bedeutende Gestalt unter den Fürstäbtissinnen jener Jahre war Elisabeth von Wetzikon, Äbtissin von 1270 bis 1298.
In den Umwälzungen von 1336 unter Rudolf Brun verlor das Kloster Fraumünster das Recht zur Ernennung des Schultheissen und die niedere Gerichtsbarkeit, behielt aber das Begnadigungsrecht, durch das sie die Gerichtsurteile der Stadtgerichtsbarkeit aufheben konnte. 1400 erwarb die Stadt Zürich endgültig die Reichsvogtei.

### Besitz und Herrschaftsgebiet
In der Gründungsurkunde ist die ursprüngliche Ausstattung der Fraumünsterabtei durch Ludwig den Deutschen folgendermassen festgehalten: «...unsern Hof Zürich, gelegen im Herzogtum Alemannien im Lande Thurgau, mit allem, was bei demselben liegt oder dazugehört oder anderswo davon abhängt, das heisst das Ländchen Uri, mit Kirchen, Häusern und adern draufstehenden Gebäuden, mit Eigenen jeden Geschlechtes und Alters, mit gebautem und unangebautem Lande, mit Wäldern, Wiesen und Weiden, mit stehenden und fliessenden Gewässern, Wegen, Ausgängen und Eingängen, mit Erworbenem oder zu Erwerbendem, mit allen Zinsen und den verschiedenen Gefällen, überdies auch unsern Forst, Albis genannt, und alles, was an jenen Orten unseres Rechtes und Besitzes Eigen ist und gegenwärtig zu unsern Handen gehörig erscheint, ganz und vollständig übergeben unserem Kloster...». In späterer Zeit wurde anlässlich von Gerichtsfällen das Gut genauer umrissen. Der Hof Zürich (Der Hof St. Peter mit dem Gebiet zwischen Limmat und Sihl und der Stadelhof mit dem Gebiet zwischen dem rechten Seeufer bis ins Glatttal sowie die Unterhöfe Aeugst, Illingen, Fällanden, Hofstetten, Meilen), Besitz in Maur, Rümlang, Wipkingen, Boswil, Zins vom Zürichberg, der Hof Cham, der Albis sowie die ehemaligen königlichen Güter in Uri, insbesondere sämtliche Kirchensätze mit den damit verbundenen Kirchenzehnten. Durch Schenkungen kam später noch umfangreicher Grundbesitz in Birmensdorf, Riesbach, Hüttikon, Ludretikon, Wiedikon sowie Höfe im Haslital und im Elsass (Altheim, Ammersweyer (Ammerschweier), Kiensheim (Kientzheim), Karsbach, Schlettstadt). Damit war die Fraumünsterabtei – was den Besitz anging – das bedeutendste Kloster auf dem Gebiet der heutigen Schweiz und übertraf sogar St. Gallen und Reichenau.
In der heutigen Stadt Zürich besass das Fraumünster auf beiden Seiten der Limmat zahlreiche Häuser, Hofstätten und Gärten. Insbesondere gehörten alle Mühlen an der Sihl und in der Limmat der Abtei sowie der Boden, auf dem die Türme der Ministerialengeschlechter Mülner, Manesse, Biber usw. entstanden. Weitere Einkünfte erzielte die Abtei vom Markt-, Münz- und Zollrecht in Zürich. König Heinrich III. überliess diese Rechte mit allen Regalien der Abtei zwischen 1045 und 1096, Heinrich V. bestätigte diese Schenkung 1114 explizit. Wegen dieser umfangreichen Machtposition in Zürich wird die Äbtissin heute auch zu Recht als mittelalterliche «Stadtherrin» von Zürich bezeichnet. Tatsächlich regierte sie die Stadt über die von ihr geschaffenen und ursprünglich mit ihren Ministerialen besetzten Ämter des Schultheissen, Amtmanns, Münzmeisters und Zollherrn. Später entstand aus diesen Ämtern der Stadtrat. Die ältesten erhaltenen Münzen der Abtei stammen aus der Zeit um 1100. Der Münzkreis, in dem diese Münzen exklusiv galten, beinhaltete den Thurgau, den Zürichgau und den Aargau bis zum Hauenstein, ausgenommen Gebiete am Bodensee. Das Münzrecht wurde bald an verschiedene Personen und Institutionen verpachtet und ging schliesslich an die Stadt über, wenn es auch rechtlich bis zur Aufhebung bei der Abtei blieb.

### Säkularisation
Nach einer längeren Phase des inneren Niedergangs hatten sich die wenigen im Kloster verbliebenen Konventualinnen – zeitweise waren es noch drei – fast völlig von der Benediktinerregel emanzipiert. Die Frauen lebten jede in einer eigenen Wohnung und betrieben einen Haushalt mit Dienerschaft. Sie trugen weltliche Kleidung, die aus Stoffen in den Farben weiss, grau, schwarz und rot bestehen durfte. Weiter galt das Privileg, dass die Konventualinnen aus dem Kloster austreten und heiraten durften. Dieser Zustand wurde von Papst Innozenz VII. in seiner Bulle von 1406 ausdrücklich bestätigt. Das Kloster wurde vom Papst denn auch als saecularis ecclesia – weltliche Kirche – und nicht als Kloster bezeichnet. Als einzige klösterliche Pflicht mussten die Frauen weiterhin das Chorgebet verrichten. Der Rat von Zürich zeigte sich des Öfteren über die schlechten Zustände im Konvent besorgt und bemühte sich um Reformen.
Die letzte Äbtissin, Katharina von Zimmern, hob im Zuge der Reformation unter Ulrich Zwingli am 30. November 1524 den Konvent auf und übergab alle Rechte und Besitzungen dem Rat von Zürich. Die Stadt verwaltete die Besitzungen durch das Fraumünsteramt und liess die Einkünfte der Stadtkasse zufliessen. Katharina wurde Bürgerin der Stadt Zürich und heiratete 1525 den Ritter Eberhard von Rischach (eigentlich von Reischach).

## Kirche

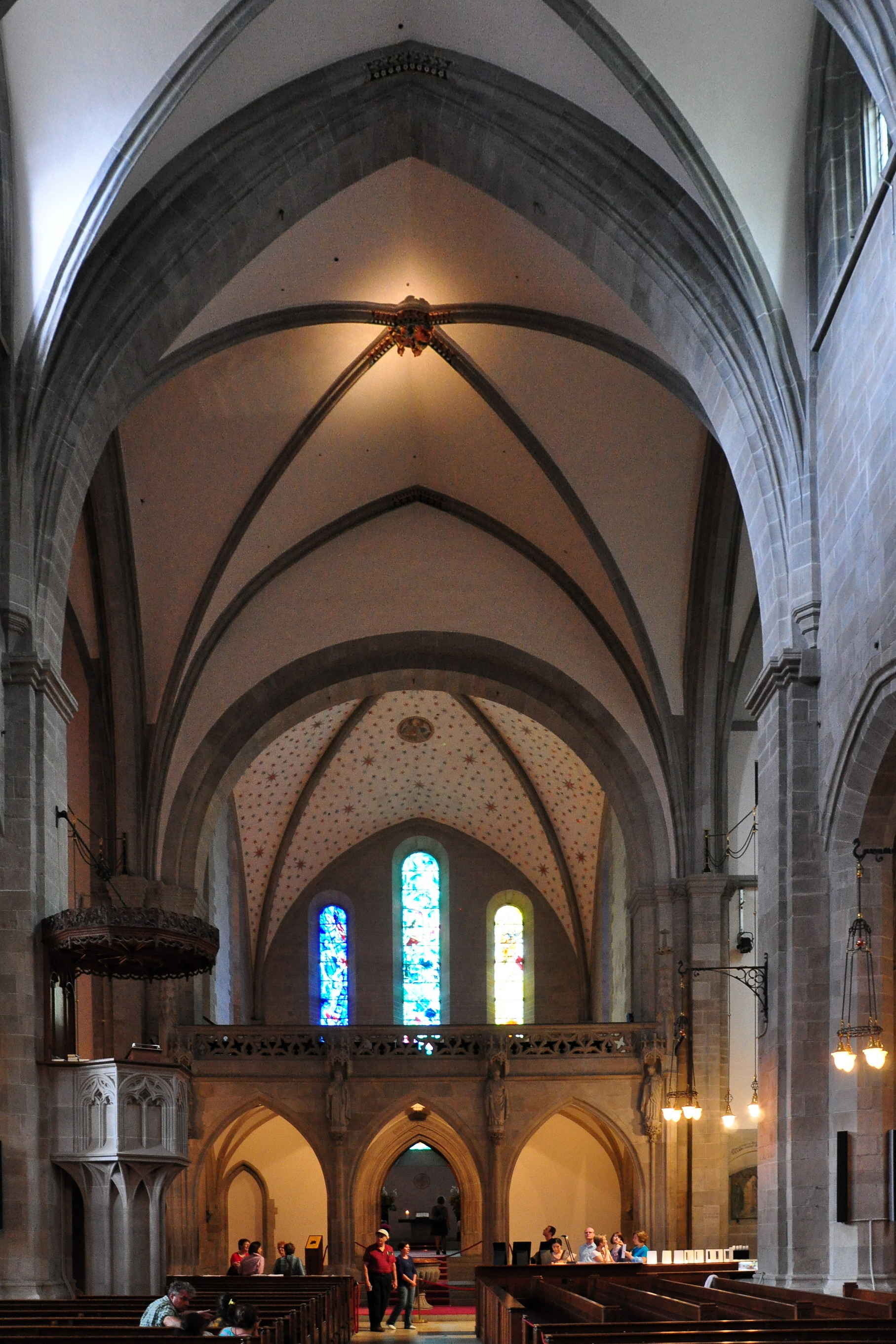
Innenansicht mit Blick Richtung Chor mit den Chagall-Fenstern
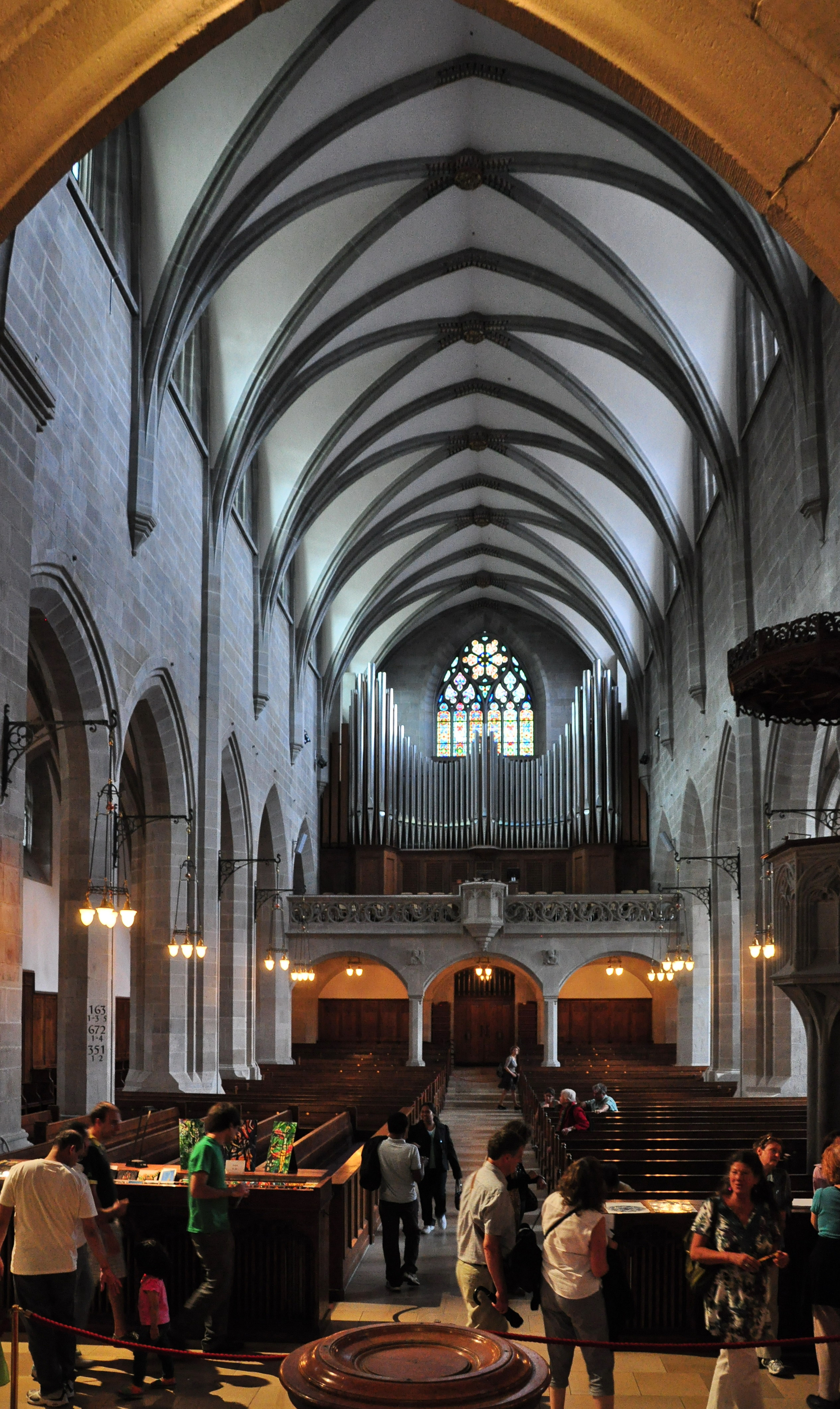
Sicht vom Chor auf das Kirchenschiff
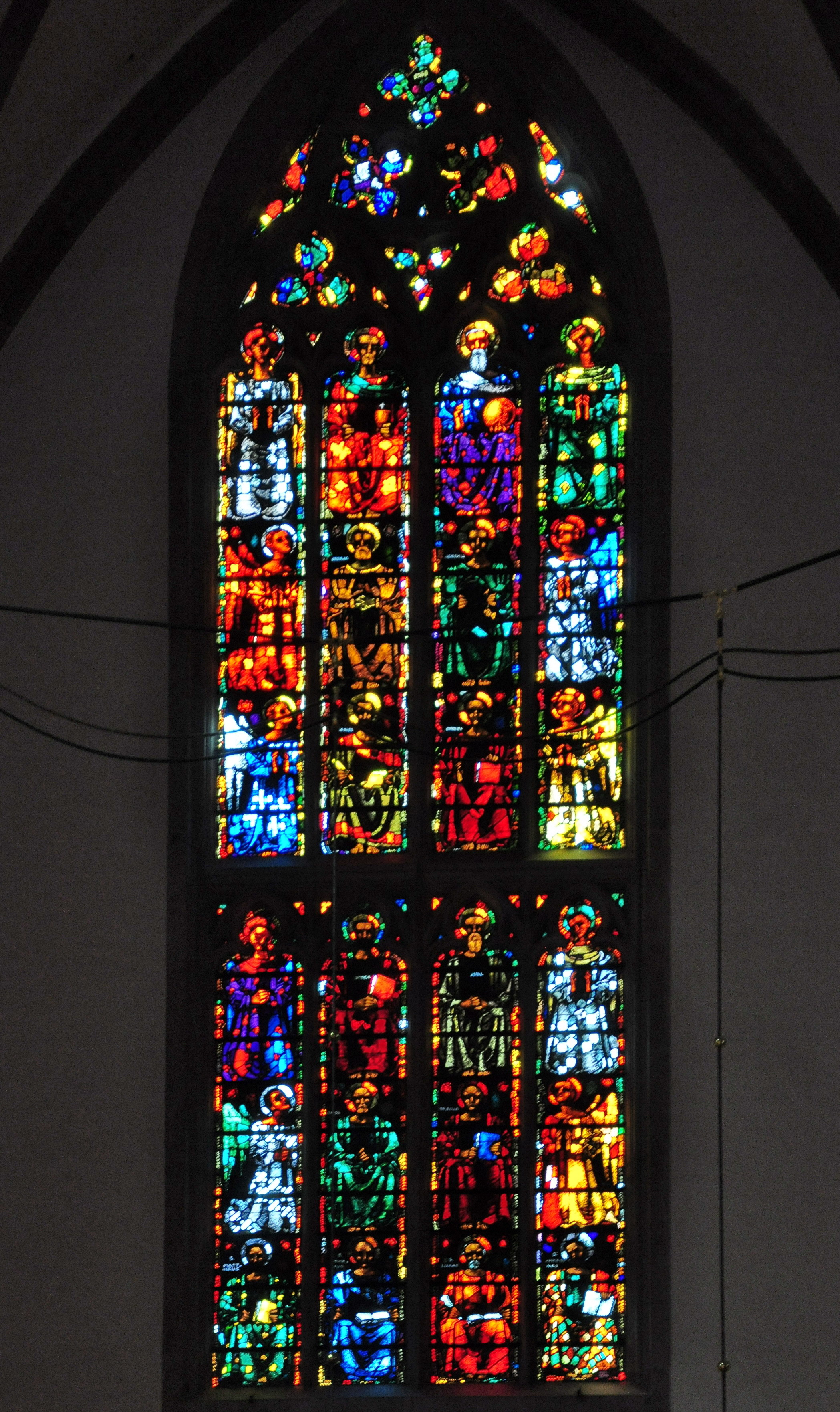
Von Augusto Giacometti gestaltetes Fenster Himmlisches Paradies
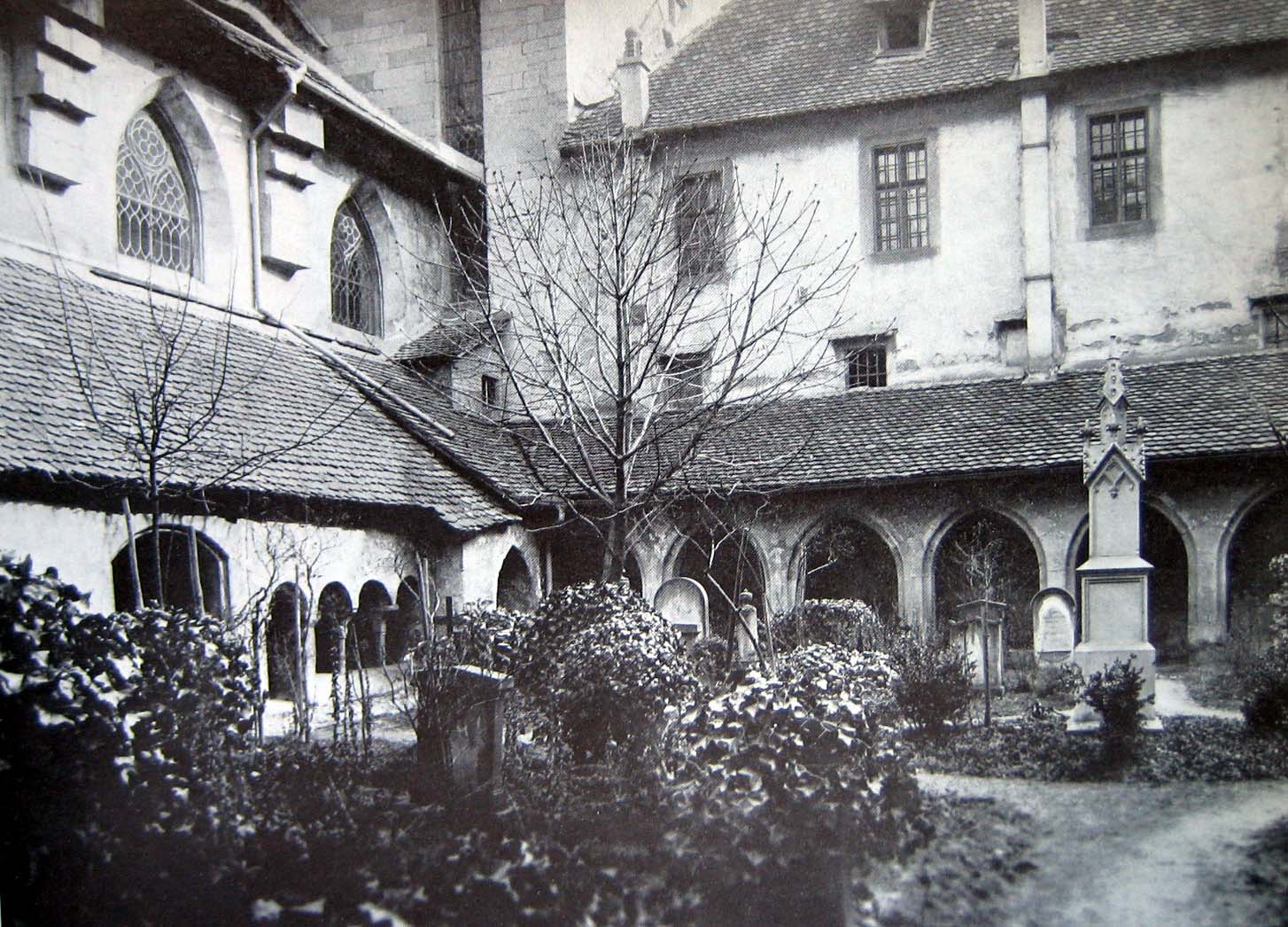
Alter Kreuzgang mit altem Begräbnisplatz links, um 1898, vor der Umgestaltung durch Gustav Gull. Die ältesten Bogenteile links stammen aus dem 12. Jahrhundert.
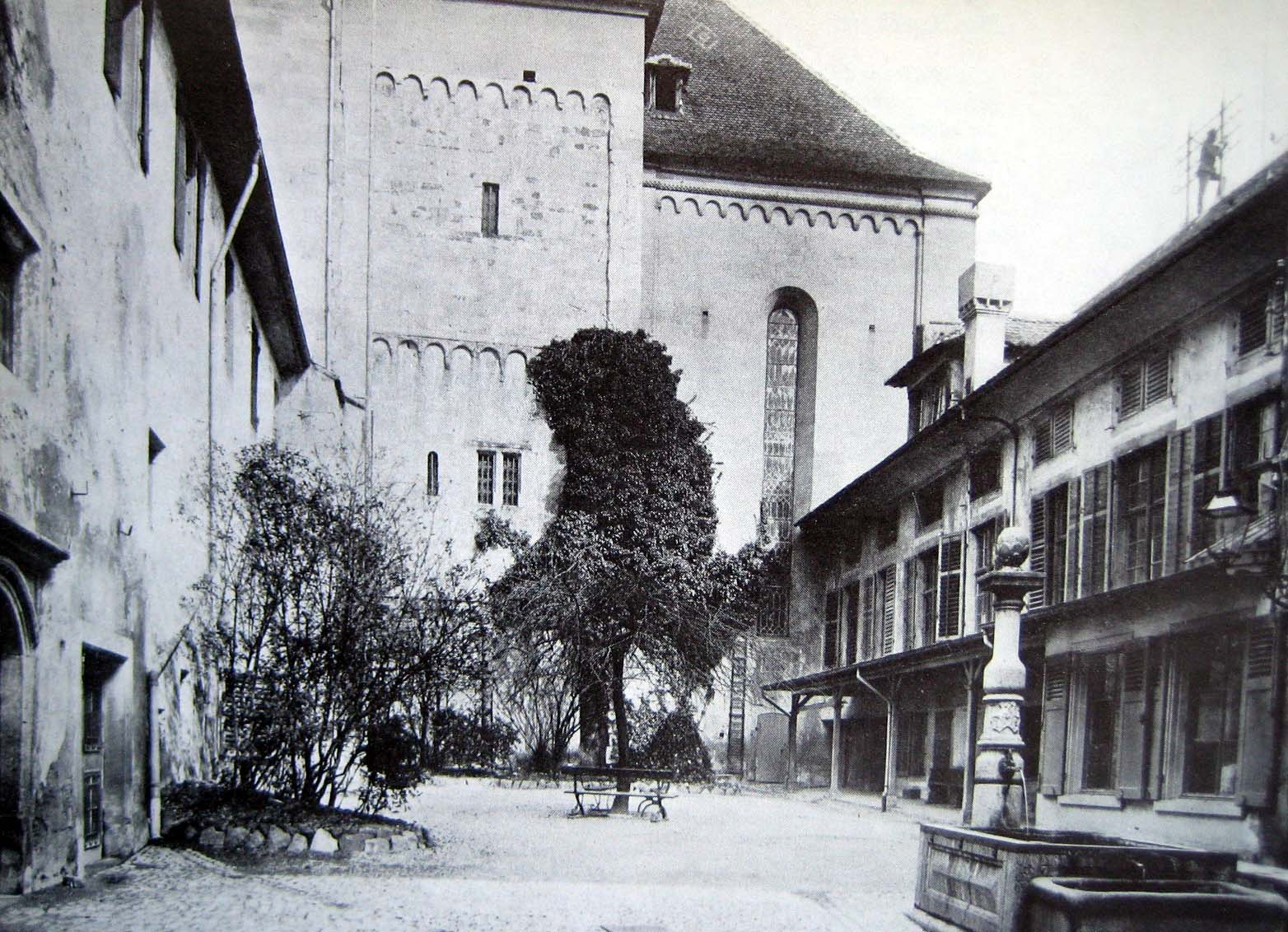
Hof der Äbtissin im Jahr 1898: Brunnen von 1742, links altes Klostergebäude, rechts Haberhaus (Getreidespeicher) der Abtei, heute das Stadthaus.
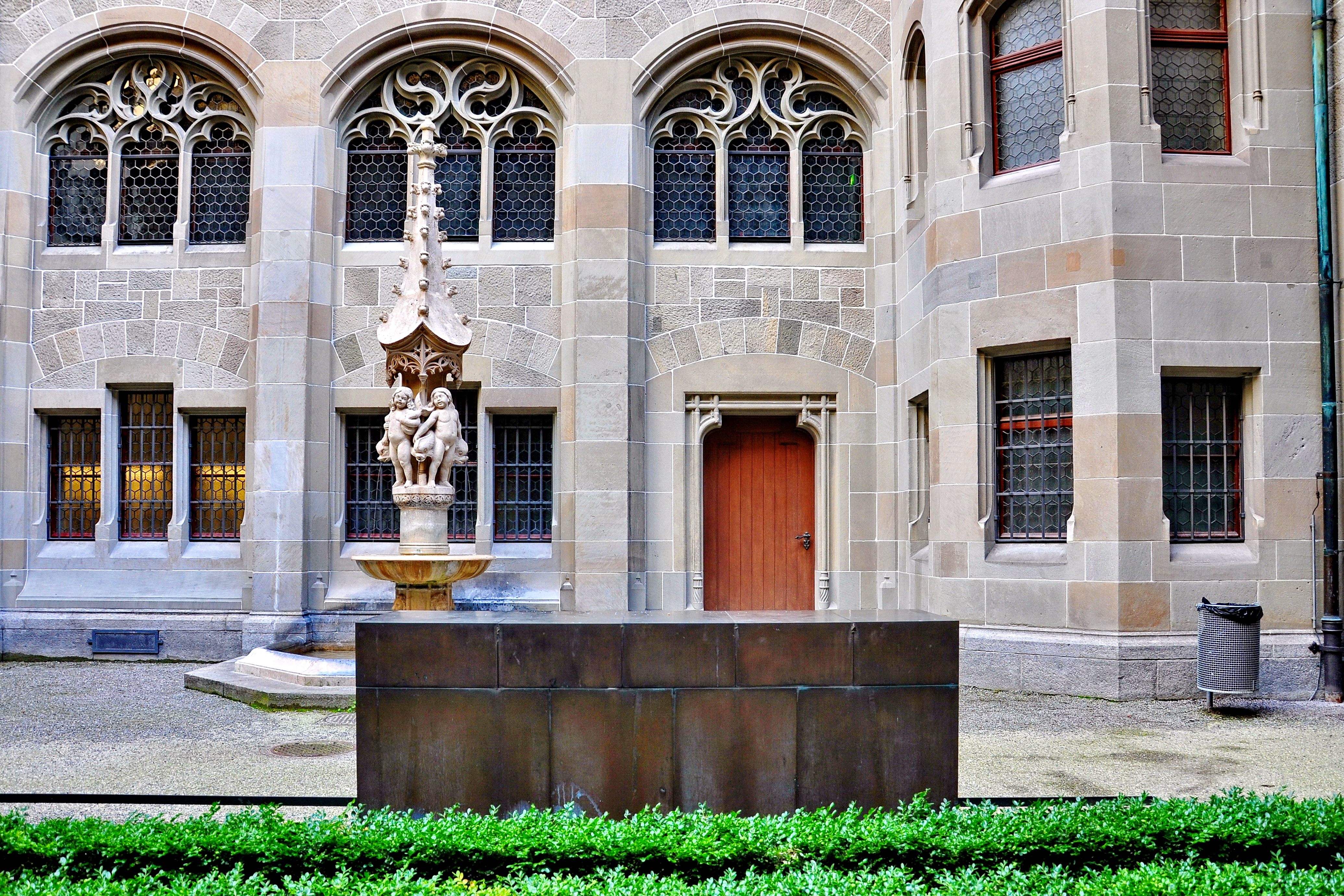
Das Denkmal zu Ehren von Katharina von Zimmern an der gleichen Stelle
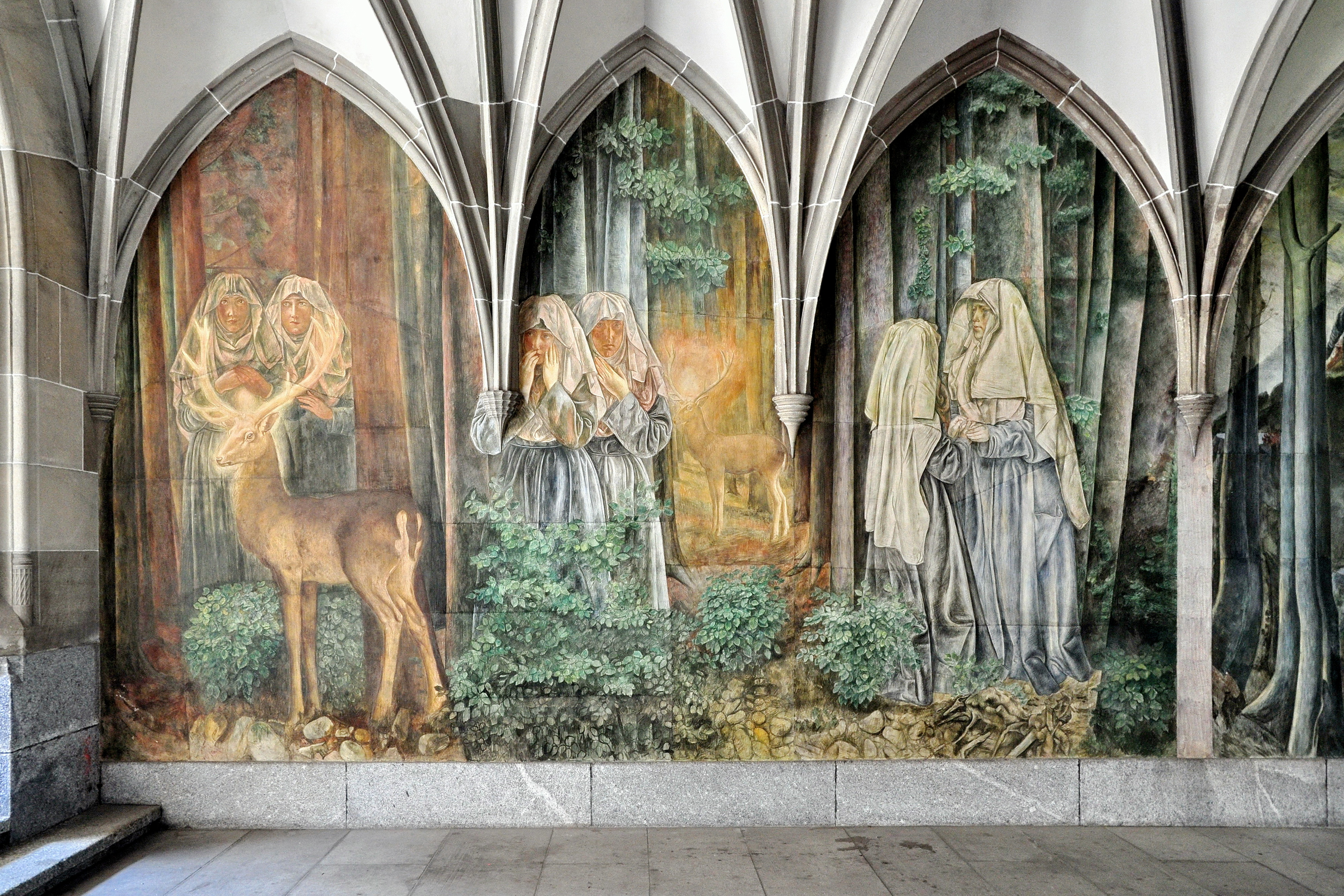
Fresko von Paul Bodmer im Kreuzgang mit Szenen zur Gründungslegende des Fraumünsters

Die Kirche des Fraumünsters wurde ab Mitte des 9. Jahrhunderts erbaut und 874 eingeweiht. Aus dem Grab von Felix und Regula im Grossmünster wurden Reliquien in die neue Kirche überführt. Zusammen mit der Wasserkirche und dem Grossmünster bildete die Fraumünster-Kirche bis zur Reformation eine Prozessionsachse in Bezug auf die Heiligen Felix und Regula.
1150 und 1250 wurde je ein Turm erbaut, von denen der südliche 1728 abgerissen, der nördliche dafür 1732 erhöht wurde.
Ab Mitte des 13. Jahrhunderts wurde die Kirche im gotischen Stil umgebaut und erweitert. Das Langhaus wurde zuletzt 1911 umgebaut. Die ganze Kirche wurde während der Reformation bis 1527 von den Altären, dem Bildschmuck und der Orgel entkleidet. 1544 wurde zur Predigt eine Kanzel eingebaut. 1847 legte Ferdinand Keller die mittelalterlichen Wandmalereien wieder frei und liess sie durch Franz Hegi aquarellieren. Das bedeutendste Gemälde, das wahrscheinlich kurz um 1300 entstand, hing im südlichen Querschiff und zeigte die Gründungslegende. Es ist heute grösstenteils zerstört. Die letzte umfassende Innen- und Aussenrenovation des Fraumünsters fand zwischen 2006 und 2007 statt. Damals wurde im Innenraum eine problematische filmbildende Latexfarbe wieder entfernt, die von der Renovation von 1979 stammte. Dabei konnten die noch bestehenden mittelalterlichen Decken- und Wandmalereien untersucht und konserviert werden.
Der Chorraum von 1250–1270 wurde ab 1967 mit fünf Glasfenstern von Marc Chagall ausgestattet: das rote Prophetenfenster, das blaue Gesetzesfenster, das grüne Christusfenster, das gelbe Zionsfenster und das blaue Jakobsfenster. 1978 schuf Chagall ausserdem ein Fenster für die Rosette des südlichen Querschiffs. Ein weiteres bedeutendes Glasfenster ist Das himmlische Paradies (1945) von Augusto Giacometti im nördlichen Querschiff. Die Orgel des Fraumünsters ist mit 5793 Pfeifen die grösste des Kantons Zürich.
Die Klostergebäude beherbergten bis 1803 das Fraumünsteramt. Im Westflügel hatte 1601–1832 das Collegium humanitatis seinen Sitz. 1715 wurde das sogenannte Haberhaus zu einem Musiksaal umgebaut. Im 19. Jahrhundert richtete die Stadt Zürich in den leeren Klostergebäuden eine Schule ein.
1898 wurde die Klosteranlage für den Bau des neuen Zürcher Stadthauses abgebrochen. Teile des romanischen Kreuzgangs wurden im Innenhof des Stadthauses wiederverwertet. Ein Freskenzyklus von Paul Bodmer stellt die Legende der Klostergründung und der Stadtheiligen Felix und Regula dar. Damals wurden vom Stadtbaumeister Gustav Gull auch zwei neue Eingänge im Westen und Osten gebaut und die früheren, die auf den Münsterhof führten, geschlossen. Dieser Umbau wurde im Rahmen der Neugestaltung des Münsterhofs teilweise wieder rückgängig gemacht, sodass der Haupteingang heute zum verkehrsbefreiten Platz führt.

### Orgel

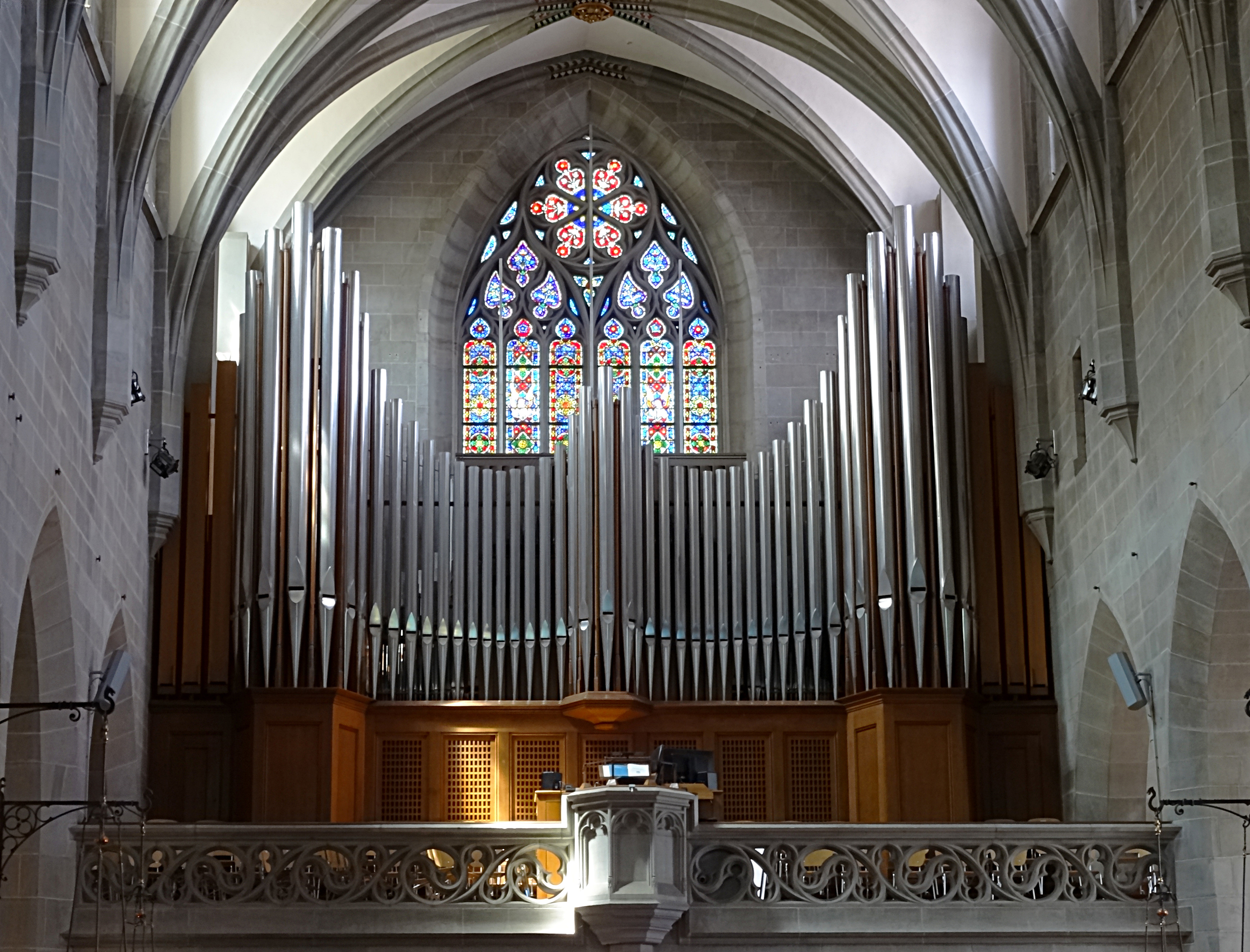
Hauptorgel und Heaton-Fenster

Die Orgelanlage besteht aus Hauptorgel und Chororgel mit insgesamt 95 Registern.

#### Hauptorgel
Die Hauptorgel wurde 1953 von der Orgelbaufirma Genf AG (Genf) erbaut. Das Schleifladen-Instrument hat 82 Register auf vier Manualen und Pedal und einen Freipfeifenprospekt. Die Spiel- und Registertrakturen sind elektrisch.
| I Hauptwerk C–a3 |              |        |
| 1.               | Principal    | 16′    |
| 2.               | Gedackt      | 16′    |
| 3.               | Principal    | 08′    |
| 4.               | Gedackt      | 08′    |
| 5.               | Flauto major | 08′    |
| 6.               | Gemshorn     | 08′    |
| 7.               | Octave       | 04′    |
| 8.               | Hohlflöte    | 04′    |
| 9.               | Octave       | 02′    |
| 10.              | Flöte        | 02′    |
| 11.              | Cornet V     | 08′    |
| 12.              | Mixtur V     | 02′    |
| 13.              | Mixtur IV    | 01′    |
| 14.              | Cimbel III   | 0 1⁄3′ |
| 15.              | Bombarde     | 16′    |
| 16.              | Trompete     | 08′    |
| 17.              | Clairon      | 04′    |

| II Positiv C–a3 |             |         |
| 18.             | Quintatön   | 16′     |
| 19.             | Principal   | 08′     |
| 20.             | Koppelflöte | 08′     |
| 21.             | Zartgedeckt | 08′     |
| 22.             | Salicional  | 08′     |
| 23.             | Principal   | 04′     |
| 24.             | Blockflöte  | 04′     |
| 25.             | Principal   | 02′     |
| 26.             | Waldflöte   | 02′     |
| 27.             | Terz        | 01 3⁄5′ |
| 28.             | Weitquinte  | 01 ⁄3′  |
| 29.             | Mixtur V-VI | 01′     |
| 30.             | Regal       | 16′     |
| 31.             | Schalmey    | 08′     |
| 32.             | Musette     | 04′     |
|                 | Tremulant   |         |

| III Récit C–a3 |                |         |
| 33.            | Bourdon        | 16′     |
| 34.            | Diapason       | 08′     |
| 35.            | Bourdon        | 08′     |
| 36.            | Flûte harm.    | 08′     |
| 37.            | Viola da Gamba | 08′     |
| 38.            | Voix Céleste   | 08′     |
| 39.            | Cor de Nuit    | 08′     |
| 40.            | Octave         | 04′     |
| 41.            | Flöte          | 04′     |
| 42.            | Gemshorn       | 04′     |
| 43.            | Nasard         | 02 ⁄3′  |
| 44.            | Nachthorn      | 02′     |
| 45.            | Octave         | 02′     |
| 46.            | Terz           | 01 3⁄5′ |
| 47.            | Mixtur V-VI    | 01 ⁄3′  |
| 48.            | Cimbel III-IV  | 0 1⁄2′  |
| 49.            | Bombarde       | 16′     |
| 50.            | Trompete       | 08′     |
| 51.            | Oboe           | 08′     |
| 52.            | Clairon        | 04′     |

| IV Kronpositiv C–a3 |                 |              |
| 53.                 | Gedackt         | 8′           |
| 54.                 | Quintatön       | 8′           |
| 55.                 | Principal       | 4'           |
| 56.                 | Rohrflöte       | 4′           |
| 57.                 | Sesquialtera II | 2 ⁄3'+1 3⁄5' |
| 58.                 | Superoctave     | 2′           |
| 59.                 | Scharfquinte    | 1 ⁄3′        |
| 60.                 | Octave          | 1′           |
| 61.                 | Scharf III      | 1⁄2′         |
| 62.                 | Krummhorn       | 8′           |
|                     | Tremulant       |              |

| V Fernwerk C–g3          |
| (Register der Chororgel) |

| Pedal C–g1 |                  |        |
| 63.        | Flöte            | 32′    |
| 64.        | Principal        | 16′    |
| 65.        | Flöte            | 16′    |
| 66.        | Subbass          | 16′    |
| 67.        | Echobass         | 16′    |
| 68.        | Principal        | 08′    |
| 69.        | Diapason         | 08′    |
| 70.        | Spillflöte       | 08′    |
| 71.        | Bourdon          | 08′    |
| 72.        | Octave           | 04′    |
| 73.        | Hohlflöte        | 04′    |
| 74.        | Flöte            | 02′    |
| 75.        | Rauschpfeife IV  | 04′    |
| 76.        | Mixtur VI        | 02 ⁄3′ |
| 77.        | Contraposaune    | 32′    |
| 78.        | Posaune          | 16′    |
| 79.        | Lieblich Posaune | 16′    |
| 80.        | Trompete         | 08′    |
| 81.        | Zart Trompete    | 08′    |
| 82.        | Clairon          | 04′    |

- Koppeln: I/P, II/P, III/P

#### Chororgel
Die Chororgel wurde 1971 von der Manufacture d’Orgues Muhleisen (Strassburg) erbaut. Das Schleifladen-Instrument hat 13 Register auf zwei Manualen und Pedal. Die Spiel- und Registertrakturen sind mechanisch. Die Chororgel lässt sich als Fernwerk von der Hauptorgel anspielen.
| I Hauptwerk C–g3 |              |       |
| 1.               | Suavial      | 8′    |
| 2.               | Gedacktflöte | 8′    |
| 3.               | Octave       | 4′    |
| 4.               | Rohrflöte    | 4′    |
| 5.               | Cornet III   | 2 ⁄3′ |
| 6.               | Mixtur IV    | 2′    |

| II Nebenwerk C–g3 |               |    |
| 7.                | Gedackt       | 8′ |
| 8.                | Blockflöte    | 4′ |
| 9.                | Principal     | 2′ |
| 10.               | Cimbel II-III | 1′ |
| 11.               | Regal         | 8′ |

| Pedalwerk C–f1 |         |     |
| 12.            | Subbass | 16′ |
| 13.            | Bourdon | 08′ |

- Koppeln: II/I, I/P, II/P

### Glocken
Im Turm hängt ein Geläut aus fünf Kirchenglocken. Die vier grossen Glocken wurden durch Jakob Keller in Unterstrass 1874 gegossen. Da sie jedoch nicht in das Zürcher Stadtgeläut passten, wurden sie einen halben Ton tiefer gestimmt. Seit Pfingsten 2007 füllt eine kleine, fünfte Glocke das leere Gefach im Holzglockenstuhl aus. Sie wurde in der Glockengiesserei Rüetschi zu Aarau gegossen. Diese Glocke hat Kronenhenkel mit der Darstellung von Huldrych Zwingli und Katharina von Zimmern. Am Schlagring steht in Antiqua KOMMT ZU MIR, ALL IHR GEPLAGTEN UND BELADENEN: ICH WILL EUCH ERQUICKEN und am Hals in gotischen Minuskeln Kumend zu mir alle die arbeitend und beladen sind und ich will üch ruw geben. Seit 2007 erklingt das Geläut in den Tönen b0, es1, g1, b1 und c2. Jeden Samstagabend um 19 Uhr zum Sonntageinläuten und unmittelbar vor dem Hauptgottesdienst am Sonntag ist es jeweils während einer Viertelstunde zu hören. Zum Hauptgottesdienst gibt es – wie in Zürich üblich – zwei Zeichen. Das erste Vorläuten beginnt um 8:55 Uhr, das zweite um 9:25 Uhr. In der Regel wird hierfür die zweitgrösste Glocke verwendet, die an Festtagen durch die grösste und zu den höchsten Festtagen durch den Akkord der drei grossen Glocken ersetzt wird. Für gewöhnlich läutet die grosse Glocke den Gottesdienst aus, an Festtagen läuten alle. Der Uhrschlag erfolgt über die Glocken 4 und 3 (Viertelstunden) und 1 (volle Stunden).

## Kirchgemeinde
Die Fraumünster-Kirche ist heute die Kirche der Kirchgemeinde Fraumünster, die mit 200 Mitgliedern die kleinste der 34 evangelisch-reformierten Kirchgemeinden der Stadt Zürich ist.
Die Kirchgemeinde hat jedoch eine Predigtgemeinde, die weit über das eigene Gemeindegebiet hinausreicht. Zeichen dafür sind die 200 bis 400 Gottesdienstbesucher, die jede Woche ins Fraumünster kommen, und der Fraumünsterverein, dem 1100 Predigthörer angehören, die nicht im Gemeindegebiet wohnen. Grund dafür ist die seit dem 19. Jahrhundert gepflegte hochstehende Predigttradition der Kirche, zu der zeitweise die in der Gemeinde lebenden Theologieprofessoren der Universität Zürich wie Emil Brunner beitrugen.
Der seit 1871 bestehende Fraumünsterchor mit über 100 Mitgliedern führt, neben der Mitwirkung am Gottesdienst, jedes Jahr unter der Leitung des Fraumünster-Organisten ein sakrales Werk mit Orchesterbegleitung auf.

## Äbtissinnen
Die nachfolgende Liste basiert auf Vogelsanger:
- Hildegard, 853–856/59?, Tochter des ostfränkischen Königs Ludwig des Deutschen
- Bertha 857–877?, Tochter des ostfränkischen Königs Ludwig des Deutschen
- Richardis, 878–893, Frau von Kaiser Karl III.
- Kunigunde, 893–?
- Gisela, vor 929–?
- Regelinda, 929–958, Frau von Herzog Burchard II. von Schwaben
- Uta, um 980
- Ermentrudis, um 995–um 1030
- Irmgart, 1037–1045
- Hedwig von Wolhusen, um 1070–?
- Mechtild von Tirol, 1143–1172
- A. ?, um 1212
- Gisela von Spiegelberg, 1218–1221
- Adelheid von Murkart, 1222–1224
- Judenta von Hagenbuch, 1229–1254
- Elisabeth von Schneckenburg, 1255
- Mechtild von Wunnenberg, 1255–1268
- Elisabeth von Wetzikon, 1270–1298
- Elisabeth von Spiegelberg, 1298–1308
- Elisabeth von Matzingen, 1308–1340
- Fides von Klingen, 1340–1358
- Beatrix von Wolhusen, 1358–1398
- Anna von Bussnang, 1398–1404
- Benedikta von Bechburg, 1404–1412
- Anastasia von Hohenklingen, 1412–1429
- Anna von Hewen, 1429–1484
- Sibylla von Helfenstein, 1484–1487
- Elisabeth von Weissenburg, 1487–1496
- Katharina von Zimmern, 1496–1524